# FTTx

Schéma montrant comment les architectures FTTx varient en fonction de la distance entre la fibre optique et l'installation du client. À gauche le bâtiment de l'opérateur ou NRO (nœud de raccordement optique). À droite un immeuble d'habitation.

Le FTTx (fibre to the…) consiste à amener la fibre optique au plus près de l'utilisateur, afin d'augmenter la qualité de service (en particulier le débit) dont celui-ci pourra bénéficier. On parle également parfois de FITL, pour Fibre in the loop (fibre dans la boucle, sous-entendu locale).
Souvent, quand on parle de raccordement des utilisateurs à la fibre optique, il s'agit dans les faits d'un rapprochement du réseau de fibres optiques au client via une paire de cuivre (opérateurs télécom) ou d'un câble coaxial (câblo-opérateur).
Le débit fourni via une fibre optique est indépendant de la distance, alors que le débit fourni via les derniers mètres (ou hectomètres) de cuivre dépend de la longueur de la paire de cuivre (affaiblissement du signal).
En pratique, si la longueur de cuivre résiduelle est inférieure à 1 km, le client peut bénéficier du très haut débit.
Les opérateurs de télécommunication tentent donc de raccourcir le plus possible la paire de cuivre existante qui raccorde leur clients à leur réseau.
Le choix de la longueur optimale résiduelle du fil de cuivre est guidé, entre autres, par les considérations suivantes :
- Besoins du marché ;
- Concurrence ;
- CAPEX (montant des investissements). La réutilisation du cuivre existant est primordiale pour l'opérateur historique. Pour le challenger, la maîtrise de son réseau est un critère important ;
- OPEX (frais de fonctionnement tendant à limiter le nombre de sites techniques dans le réseau).

Différents sigles utilisés et architecture correspondante :
- FTTN : Fiber to the neighbourhood (Fibre jusqu'au quartier)
- FTTC : Fiber to the curb (Fibre jusqu'au trottoir)
- FTTS : Fiber to the street (Fibre jusqu'à la rue - bâtiment)
- FTTN : Fiber to the node (Fibre jusqu'au répartiteur)
- FTTB : Fiber to the building (Fibre jusqu'au bâtiment)
- FTTCab : Fiber to the cab (Fibre jusqu'au sous-répartiteur)
- FTTP : Fiber to the premises (Fibre jusqu'aux locaux - entreprises)
- FTTH : Fiber to the home (Fibre jusqu'au domicile)
- FTTE : Fibre to the enterprise (Fibre pour les entreprises)
- FTTO : Fiber to the office (Fibre jusqu'au bureau - entreprises)
- FTTLA : Fiber to the last amplifier (Fibre jusqu'au dernier amplificateur)

## FTTN (Fibre to the node)
Technologie de déploiement des réseaux haut-débit consistant à équiper les armoires des sous-répartiteurs (SR), voire des points de concentration (PC) en colonne technique d'immeubles d'équipements actifs haut-débit (DSLAM).
Cette technologie est utilisée par la plupart des opérateurs mondiaux, lorsqu'il s'agit d'améliorer la desserte haut-débit de réseaux existants, car :
- Elle réutilise la paire de cuivre du dernier kilomètre diminuant de façon considérable la quantité de génie civil nécessaire,
- Elle permet d'augmenter considérablement le débit fourni, par rapport à une bouche locale 100% cuivre, en réduisant la longueur du fil de cuivre reliant le client à la fibre, 50 Mbit/s en VDSL2 jusqu'à 500 mètres, 100 Mbit/s jusqu'à 100 mètres, voire 500 Mbit/s en G.fast,
- Elle permet un déploiement des réseaux beaucoup plus rapide,
- L'investissement total pour l'opérateur est compris entre 1⁄4 et 1⁄10 du FTTH (à cause du génie civil), s'il réutilise le cuivre existant. En effet, le génie civil représenterait 50 % de l'investissement FTTH par abonné[1]. De plus cette solution dispense d’intervenir chez les abonnés. L'économie est inversement proportionnelle à la densité de population.

En France, l'ouverture à la concurrence des SR était un préalable au déploiement de cette technologie. L'amendement Leroy de la loi de modernisation de l'économie (Article 29 bis A) libéralise complètement le marché de la sous-boucle locale.
En France, environ 40 % des lignes téléphoniques sont limitées à un débit inférieur à 8 Mbit/s. La technologie FTTC commence donc à être considérée sérieusement, compte tenu des coûts, et surtout des délais de déploiement du FTTH, annoncés par les trois opérateurs dominants.
Autant on dispose de bonnes informations sur les longueurs des fils de cuivre raccordant les foyers français, autant on n'a pas d'information fiable sur la répartition des longueurs de cuivres jusqu'aux SR, qui permettrait d'estimer les débits accessibles sur la France, via des déploiements FTTC.
Un autre facteur limitant le déploiement de cette technologie est le coût de l'abonnement qui est, en France, indépendant du débit réel fourni au client (entre 0,5 et 20 Mbits). Les opérateurs sont donc peu incités à améliorer le débit des clients via le FTTC, alors qu'ils espèrent augmenter le prix de l'abonnement via le FTTH.

## FTTH(Fibre to the home)
Technologie de déploiement des réseaux très haut-débit consistant à équiper les foyers des particuliers en appartement ou en maison individuelle.
Le FTTH a pour principe de relier directement le client particulier aux infrastructures de l'opérateur par le biais d'une fibre partagée (GPON) ou dédiée au client.
Cette technologie présente les avantages et les inconvénients suivants :
Avantages :
- Les débits de téléchargement (en émission et réception) proposés sont largement supérieurs à ceux de l'ADSL
- La latence est considérablement réduite.
- Les possibilités de saturation de la connexion en heures de pointe sont quasiment nulles.

Inconvénients :
- Le déploiement du FTTH est extrêmement onéreux et nécessite énormément de travaux de génie civil, surtout dans les zones rurales et à faible densité de population.
- Le déploiement du FTTH est lourd pour les opérateurs car il nécessite de nombreux investissements et d'accords et partenariats avec des communes, régions etc.

En 2016, en France, le FTTH est principalement déployé par Orange et à plus petite échelle par Free pour relier leurs abonnés particuliers dans les zones très et moyennement denses répertoriées par l'ARCEP.
SFR Numericable déploie désormais des réseaux FTTH mais le réseau Numericable privilégie cependant le FTTLA (norme DOCSIS).
Bouygues Telecom déploie aussi un réseau FTTH mais dans une moindre mesure.